# Marcello Viotti
 (avril 2023).
Si vous disposez d'ouvrages ou d'articles de référence ou si vous connaissez des sites web de qualité traitant du thème abordé ici, merci de compléter l'article en donnant les références utiles à sa vérifiabilité et en les liant à la section « Notes et références ».
Pour les articles homonymes, voir Viotti (homonymie).
Marcello Viotti, né le 29 juin 1954 à Vallorbe et mort le 16 février 2005 à Munich, est un chef d'orchestre suisse.

## Biographie

### Origines et famille
Marcello Viotti naît le 29 juin 1954 à Vallorbe, dans le canton de Vaud. Il est originaire de Gressy, dans le même canton. Son père, Valentin Georges, est forgeron ; sa mère est née Annita Benevolo.
Il épouse en 1982 Marie-Laurence Geneviève Jacqueline Bret, violoniste, avec qui il a deux enfants : le chef d'orchestre Lorenzo Viotti et la mezzo-soprano Marina Viotti.

### Parcours artistique
Après des études de piano, violoncelle et chant au Conservatoire de Lausanne, il débute dans la direction d'orchestre à Genève avec une formation d'instruments à vent qu'il avait créée. En 1982, il est vainqueur du concours Gino Marinuzzi, ce qui lui permet d'obtenir des engagements en Italie. C'est ainsi qu'il occupe pendant quatre ans le poste de Kapellmeister du Teatro Regio de Turin avant de retourner en Suisse prendre la direction artistique du Théâtre de Lucerne. Ses déplacements internationaux le mènent aussi en Allemagne comme directeur de la musique à Brême, puis comme chef d'orchestre principal de l'orchestre symphonique de la radio de Sarrebruck.
En 1996, il enregistre Le Roi Arthus de Ernest Chausson. En 1998, il devient chef principal de l'orchestre de la radio de Munich. Le couronnement de sa carrière est cependant la prise de la direction musicale du Théâtre de la Fenice à Venise en 2002. À ce moment le théâtre, détruit par un incendie criminel en 1996, n'est pas totalement reconstruit (il ne le sera qu'en 2003), mais sa programmation est dispersée dans diverses salles de la ville. Marcello Viotti inaugure ses fonctions par de nouvelles interprétations de La traviata de Verdi, Thaïs de Jules Massenet et poursuit sa carrière internationale en dirigeant en août 2002 La Donna del lago de Rossini au festival de Salzbourg.
C'est en répétant une version de l'opéra Manon de Jules Massenet qu'il subit une attaque cérébrale le laissant une semaine dans le coma avant son décès.

## Hommages
Marcello Viotti habitait à Petite-Rosselle, ville de l’est de la Moselle à côté de Forbach, où il a vécu jusqu'à sa mort, avec sa femme et ses enfants. La Ville a donné le nom de Marcello Viotti à une salle de son espace culturel. Inauguration de la "Maison Viotti" de Petite-Rosselle le mercredi 25 mai 2011,.
Un concours de chant en Suisse porte désormais son nom. L'édition 2008 a eu lieu du 20 au 23 septembre à Lausanne et à Vallorbe. Elle a été présidée par Germinal Hilbert. Le jury était composé d'Edita Gruberova, Bertrand de Billy, Fortunato Ortombina et Neil Shicoff.